# Arsenal Fútbol Club
L'Arsenal Fútbol Club, o più conosciuto come Arsenal de Sarandí o semplicemente Arsenal, è una società calcistica argentina di Sarandí, sobborgo di Avellaneda, nella provincia di Buenos Aires. Nel suo palmarès ci sono una Coppa Sudamericana, una Coppa Suruga Bank, una Coppa d'Argentina, una Supercoppa d'Argentina e un titolo nazionale.

## Stadio
Gioca a Sarandí nello Estadio Julio Humberto Grondona, che ha una capacità di 16 300 posti. È conosciuto anche come El Viaducto ("Il Viadotto").

## Storia

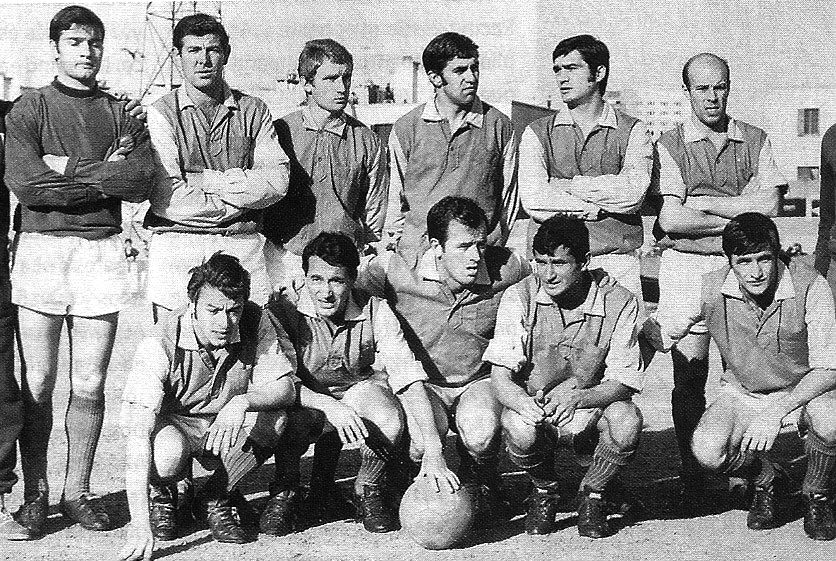
Una formazione del 1968

Fu fondata nel gennaio del 1957 dai fratelli Héctor e Julio Grondona, in onore dell'Arsenal, famosa squadra inglese. L'uniforme è celeste con una fascia diagonale rossa (lo stesso motivo usato nelle uniformi della squadra più conosciuta dell'Argentina, River Plate). Questi colori sono stati scelti per simboleggiare l'unione dei due club calcistici più grandi di Avellaneda, riutilizzando un colore rappresentativo per ognuno di essi: il Racing Club (celeste) e l'Independiente (rosso).
Il fondatore Julio Grondona divenne in seguito presidente dell'Independiente, dell'AFA ed uno dei vicepresidenti della FIFA. Il giocatore più famoso che ha vestito la maglia dell'Arsenal di Sarandí fu senza dubbio Jorge Burruchaga, che cominciò la sua carriera col club nel 1979 (club in cui rimase fino al 1981, prima di passare all'Independiente), e ha anche allenato il club dal 2002 al 2005. Burru è passato alla storia per aver segnato la rete decisiva nella finale del Campionato del Mondo del 1986 contro la Germania Ovest.
Dopo 3 promozioni nelle serie superiori (negli anni 1962, 1986 e 1992), l'Arse raggiunse la prima divisione nel 2002. La prima partecipazione del club ad una competizione internazionale fu nel 2004, quando, guidato in panchina dall'ex calciatore Burruchaga, raggiunse i Quarti di Finale della Coppa Sudamericana, eliminando il Banfield e il River Plate, prima di arrendersi ai boliviani del Bolívar. Il 5 dicembre 2007 riuscirono a vincere la coppa battendo i messicani dell'América 3-2 nell'andata in Messico, perdendo poi 2-1 in casa la partita di ritorno, con un gol in rimonta di Andrizzi all'83° (il giocatore era entrato 15 minuti prima).
Il 6 settembre 2006 l'Arsenal e gli spagnoli del Barcellona firmarono un contratto che avrebbe potenziato le infrastrutture del club argentino in cambio di giovani giocatori che non hanno giocato più di un anno in prima squadra. "Vogliamo che il Barcellona diventi un'opzione per i giovani calciatori argentini - disse Txiki Begiristain, direttore sportivo del Barcellona, al quotidiano sportivo argentino Olé - È un progetto a lungo termine che porterà benefici ad entrambi i club". Tuttavia l'accordo fu rotto nel 2007, ufficialmente perché l'Arsenal non aveva le infrastrutture necessarie per reggere un piano di così grandi dimensioni.
Il 24 giugno 2012 vince il primo campionato della sua storia, dopo una vittoria sul Belgrano e i contemporanei passi falsi di Boca Juniors e Tigre. Il 7 novembre 2012 l'Arsenal vince la prima edizione della Supercoppa Argentina appena istituita, battendo per 4-3 ai calci di rigore i quotati rivali del Boca Juniors.

## Rosa 2018-2019
| N. |                      | Ruolo | Calciatore          |
| -- | -------------------- | ----- | ------------------- |
| 1  | Argentina (bandiera) | P     | Maximiliano Velazco |
| 2  | Argentina (bandiera) | D     | Marcos Curado       |
| 3  | Argentina (bandiera) | D     | Claudio Corvalán    |
| 4  | Argentina (bandiera) | D     | Sergio Velázquez    |
| 5  | Argentina (bandiera) | C     | David Drocco        |
| 6  | Argentina (bandiera) | D     | Facundo Monteseirín |
| 7  | Argentina (bandiera) | C     | Emiliano Purita     |
| 8  | Uruguay (bandiera)   | C     | Gonzalo González    |
| 10 | Uruguay (bandiera)   | A     | Diego Cháves        |
| 11 | Uruguay (bandiera)   | A     | Rodrigo Pollero     |
| 12 | Argentina (bandiera) | P     | Mauricio Aquino     |
| 13 | Argentina (bandiera) | P     | Daniel Sappa        |
| 14 | Argentina (bandiera) | C     | Nicolás Domingo     |
| 15 | Argentina (bandiera) | C     | Germán Ferreyra     |

| N. |                      | Ruolo | Calciatore         |
| -- | -------------------- | ----- | ------------------ |
| 16 | Argentina (bandiera) | C     | Matías García      |
| 17 | Argentina (bandiera) | D     | Leonardo Rolón     |
| 21 | Argentina (bandiera) | C     | Gabriel Alanís     |
| 22 | Argentina (bandiera) | P     | Pablo Santillo     |
| 23 | Argentina (bandiera) | C     | Lucas Wilchez      |
| 24 | Argentina (bandiera) | C     | Alejo Antilef      |
| 25 | Argentina (bandiera) | C     | Federico Milo      |
| 27 | Argentina (bandiera) | A     | Sebastián Lomonaco |
| 28 | Argentina (bandiera) | D     | Emiliano Papa      |
| 29 | Argentina (bandiera) | A     | Facundo Quintana   |
| 30 | Argentina (bandiera) | D     | Facundo Cardozo    |
| 33 | Argentina (bandiera) | C     | Tiago Banega       |

## Rosa 2017-2018
| N. |                      | Ruolo | Calciatore          |
| -- | -------------------- | ----- | ------------------- |
| 1  | Argentina (bandiera) | P     | Maximiliano Velazco |
| 2  | Argentina (bandiera) | D     | Marcos Curado       |
| 3  | Argentina (bandiera) | D     | Claudio Corvalán    |
| 4  | Argentina (bandiera) | D     | Sergio Velázquez    |
| 5  | Argentina (bandiera) | C     | David Drocco        |
| 6  | Argentina (bandiera) | D     | Facundo Monteseirín |
| 7  | Argentina (bandiera) | C     | Emiliano Purita     |
| 8  | Uruguay (bandiera)   | C     | Gonzalo González    |
| 10 | Uruguay (bandiera)   | A     | Diego Cháves        |
| 11 | Uruguay (bandiera)   | A     | Rodrigo Pollero     |
| 12 | Argentina (bandiera) | P     | Mauricio Aquino     |
| 15 | Argentina (bandiera) | C     | Germán Ferreyra     |

| N. |                      | Ruolo | Calciatore         |
| -- | -------------------- | ----- | ------------------ |
| 16 | Argentina (bandiera) | C     | Matías García      |
| 17 | Argentina (bandiera) | D     | Leonardo Rolón     |
| 21 | Argentina (bandiera) | C     | Gabriel Alanís     |
| 22 | Argentina (bandiera) | P     | Pablo Santillo     |
| 23 | Argentina (bandiera) | C     | Lucas Wilchez      |
| 24 | Argentina (bandiera) | C     | Alejo Antilef      |
| 25 | Argentina (bandiera) | C     | Federico Milo      |
| 27 | Argentina (bandiera) | A     | Sebastián Lomónaco |
| 28 | Argentina (bandiera) | D     | Emiliano Papa      |
| 29 | Argentina (bandiera) | A     | Facundo Quintana   |
| 30 | Argentina (bandiera) | D     | Facundo Cardozo    |

## Rosa 2016-2017
| N. |                      | Ruolo | Calciatore          |
| -- | -------------------- | ----- | ------------------- |
| 1  | Argentina (bandiera) | P     | Fernando Pellegrino |
| 2  | Argentina (bandiera) | D     | Marcos Curado       |
| 3  | Argentina (bandiera) | D     | Claudio Corvalán    |
| 4  | Argentina (bandiera) | D     | Sergio Velázquez    |
| 5  | Argentina (bandiera) | C     | Franco Bellocq      |
| 6  | Argentina (bandiera) | D     | Jonathan Bottinelli |
| 7  | Uruguay (bandiera)   | C     | Maximiliano Calzada |
| 8  | Argentina (bandiera) | C     | Renso Pérez         |
| 9  | Argentina (bandiera) | A     | Juan Sánchez Sotelo |
| 10 | Argentina (bandiera) | C     | Gabriel Sanabria    |
| 11 | Argentina (bandiera) | A     | Franco Fragapane    |
| 12 | Argentina (bandiera) | P     | Mauricio Aquino     |
| 13 | Argentina (bandiera) | C     | Mauro Leiva         |
| 14 | Paraguay (bandiera)  | A     | Julio Rodríguez     |
| 15 | Argentina (bandiera) | C     | Gonzalo Giménez     |
| 16 | Argentina (bandiera) | P     | Alejandro Rivero    |
| 17 | Argentina (bandiera) | C     | Federico Flores     |
| 18 | Argentina (bandiera) | A     | Juan Imbert         |
| 19 | Argentina (bandiera) | D     | Juan Celaya         |

| N. |                      | Ruolo | Calciatore         |
| -- | -------------------- | ----- | ------------------ |
| 20 | Argentina (bandiera) | D     | Salvador Sánchez   |
| 21 | Argentina (bandiera) | D     | Tomás Berra        |
| 22 | Argentina (bandiera) | P     | Pablo Santillo     |
| 23 | Argentina (bandiera) | C     | Franco Costa       |
| 24 | Argentina (bandiera) | C     | Matías Zaldívar    |
| 25 | Argentina (bandiera) | D     | Federico Milo      |
| 26 | Argentina (bandiera) | C     | Martín Giménez     |
| 27 | Argentina (bandiera) | D     | Nahuel Troxler     |
| 28 | Argentina (bandiera) | C     | Gonzalo Bazán      |
| 29 | Argentina (bandiera) | D     | Luciano Vella      |
| 30 | Argentina (bandiera) | C     | Juan Brunetta      |
| 31 | Argentina (bandiera) | A     | Sebastián Lomónaco |
| 32 | Argentina (bandiera) | D     | Leandro Marín      |
| 33 | Uruguay (bandiera)   | C     | Gonzalo Papa       |
| 34 | Uruguay (bandiera)   | A     | Joaquín Boghossian |
|    | Argentina (bandiera) | A     | Bryan Schmidt      |
|    | Argentina (bandiera) | D     | Iván Varga         |
|    | Argentina (bandiera) | D     | Leandro Godoy      |
|    | Argentina (bandiera) | D     | Leonardo Rolón     |

## Rosa 2015
| N. |                      | Ruolo | Calciatore      |
| -- | -------------------- | ----- | --------------- |
| 1  | Argentina (bandiera) | P     | Alejandro Limia |
| 2  | Argentina (bandiera) | D     | José San Román  |
| 3  | Argentina (bandiera) | D     | Matías Sarulyte |
| 4  | Argentina (bandiera) | D     | Hugo Nervo      |
| 5  | Argentina (bandiera) | C     | Iván Marcone    |
| 6  | Uruguay (bandiera)   | D     | Jorge Curbelo   |
| 7  | Argentina (bandiera) | A     | Milton Céliz    |
| 8  | Argentina (bandiera) | C     | Gastón Esmerado |
| 9  | Argentina (bandiera) | A     | Federico Rasic  |
| 10 | Argentina (bandiera) | C     | Julián Cardozo  |
| 11 | Argentina (bandiera) | A     | Emilio Zelaya   |
| 12 | Argentina (bandiera) | P     | Mauricio Aquino |
| 13 | Colombia (bandiera)  | D     | Daniel Rosero   |
| 14 | Argentina (bandiera) | A     | Pablo Burzio    |
| 15 | Argentina (bandiera) | D     | Damián Pérez    |
| 16 | Argentina (bandiera) | C     | Ezequiel Ruiz   |
| 17 | Argentina (bandiera) | C     | Jorge Báez      |
| 18 | Argentina (bandiera) | C     | Hernán Fredes   |

| N. |                      | Ruolo | Calciatore         |
| -- | -------------------- | ----- | ------------------ |
| 19 | Argentina (bandiera) | C     | Nicolás Aguirre    |
| 20 | Argentina (bandiera) | D     | Christian Chimino  |
| 21 | Argentina (bandiera) | C     | Federico Freire    |
| 22 | Argentina (bandiera) | D     | Matías Zaldivia    |
| 23 | Argentina (bandiera) | C     | Ramiro Carrera     |
| 24 | Argentina (bandiera) | C     | Matías Zaldivar    |
| 25 | Argentina (bandiera) | D     | Federico Milo      |
| 27 | Argentina (bandiera) | A     | Lucas Pugh         |
| 29 | Argentina (bandiera) | C     | Leandro Godoy      |
| 31 | Argentina (bandiera) | P     | Esteban Andrada    |
| 32 | Argentina (bandiera) | A     | Sebastián Palacios |
| 34 | Argentina (bandiera) | A     | Franco Costa       |
| 39 | Argentina (bandiera) | A     | Fabián Muñoz       |
|    | Argentina (bandiera) | C     | Esteban Ciaccheri  |
|    | Argentina (bandiera) | C     | Cristian Chávez    |
|    | Cile (bandiera)      | C     | Matías Campos      |
|    | Uruguay (bandiera)   | A     | Santiago Silva     |

## Palmarès

### Competizioni nazionali
- Campionato argentino: 1

Clausura 2012
- Supercoppa Argentina: 1

2012
- Copa Argentina: 1

2012-2013
- Primera B Nacional: 1

2018-2019
- Primera C Metropolitana: 1

1964
- Primera D: 1

1962

### Competizioni internazionali
- Coppa Sudamericana: 1

2007
- Coppa Suruga Bank: 1

2008

### Altri piazzamenti
- Campionato argentino:

Terzo posto: Apertura 2010
- Supercopa Argentina:

Finalista: 2013
- Primera B Nacional:

Secondo posto: 2001-2002
- Recopa Sudamericana:

Finalista: 2008

## Organigramma
- Presidente: Julio Ricardo Grondona
- 1º Vicepresidente: Miguel Silva
- 2º Vicepresidente: Roberto Horacio Arceiz
- 3º Vicepresidente: Lorenzo Juan
- Segretario Generale: Hugo Mario Pasos